# Tharyx mcintoshi
Tharyx mcintoshi är en ringmaskart som först beskrevs av Rowland Southern 1914.  Tharyx mcintoshi ingår i släktet Tharyx och familjen Cirratulidae. Inga underarter finns listade i Catalogue of Life.